# Úherce, Louny
Úherce là một làng thuộc huyện Louny, vùng Ústecký, Cộng hòa Séc.